# شاراند
شاراند (به مجاری:  Sáránd) یک منطقهٔ مسکونی در مجارستان است که در ناحیه درچکه واقع شده‌است. شاراند ۲۲٫۶۸ کیلومتر مربع مساحت و ۲٬۳۴۲ نفر جمعیت دارد.